# 瑪麗華盛頓大學
38°18′07″N 77°28′30″W / 38.30194°N 77.47500°W
瑪麗華盛頓大學（英語：University of Mary Washington），是位於美國弗吉尼亞州弗雷德里克斯堡的一所小型公立大學，2015年《美國新聞與世界報道》將其列在“南部地區大學”中的第13位。

## 歷史
1908年3月14日弗吉尼亞州長克勞德·A·斯旺森（Claude A. Swanson）簽署了成立新的州立師範暨工業學校的法令，從而建立該大學的前身弗雷德里克堡教師學院（Fredericksburg Teacher's College），1938年為了紀念當地居民、喬治·華盛頓之母瑪麗·鮑爾·華盛頓而改名瑪麗華盛頓學院（Mary Washington College）。
1944年歸弗吉尼亞大學旗下，成為其女子學院，這也是弗吉尼亞大學最早的本科女子學院。弗吉尼亞大學在1970年男女共學，1972年弗吉尼亞州議會便將瑪麗華盛頓學院分離出來，再次成為獨立教育機構。 2004年3月19日州議會為其改現名。

## 擴展閱讀

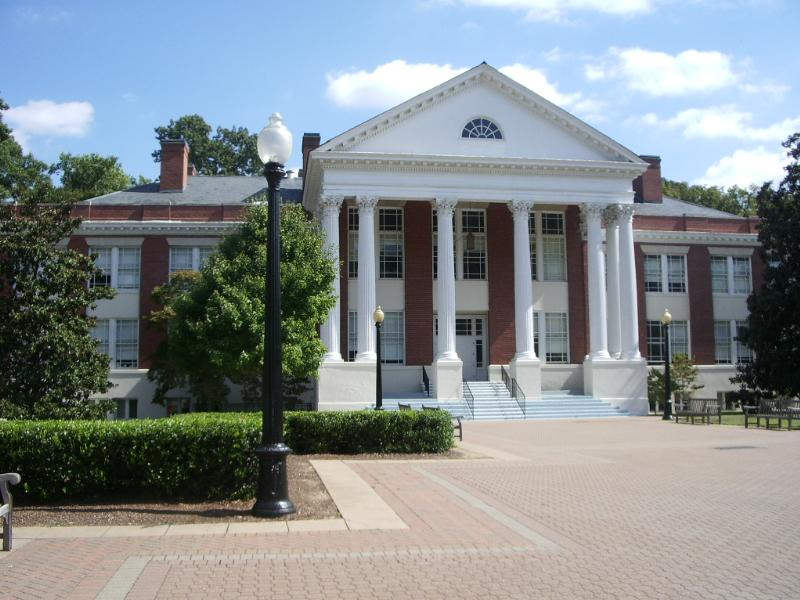
始建於1911年的門羅堂（Monroe Hall）是該大學的第一座教學和辦公大樓

- Alvey, Edward (1974). History of Mary Washington College 1908–1972. University of Virginia Press. ISBN 978-0-8139-0528-0
- Crawley, William Bryan (2008). University of Mary Washington: A Centennial History, 1908–2008. University of Mary Washington. ISBN 978-0-615-21015-5

## 外部連結
- Official website （页面存档备份，存于）
- Official athletics website （页面存档备份，存于）
- Facebook page
- UMW Blogs Archive.today的存檔，存档日期2013-04-16
- Historic Buildings of the University of Mary Washington （页面存档备份，存于）